# Косаговский, Юрий Юрьевич
Ю́рий Ю́рьевич Косаго́вский (17 декабря 1941, Сызрань — 19 июля 2023) — российский художник, поэт, композитор, пианист, кинорежиссёр.

## Биография
Родился 17 декабря 1941 года в семье врачей. С 1949 по 1954 год жил в Китае. С 1960 года проживает в Москве.
В 1966 году закончил Московский полиграфический институт, в котором, как иронично замечает сам Юрий Косаговский, «учился» заочно" («…с попустительства завкафедрой А. Гончарова занимался своими экспериментами и параллельно ходил в консерваторию»).
В 1977 году вступил в Союз художников СССР, однако именно с этого момента картины его больше не выставлялись. С 1973 года провёл более 20 персональных выставок. Юрий Косаговский  — представитель неофициального искусства СССР 60-90-х годов, второй волны авангарда. Значительным событием в своём творчестве художник считает открытие «рондизма» — стиля, в котором все изобразительные элементы имеют округлую форму. Парижский искусствовед Василий Лубков пишет об этом так:

…Имя Косаговского также связано с «измом» — он по сути дела является родоначальником «рондизма» в живописи, однако Юрий не ограничивает себя только этим стилем, он свободен в выборе манеры письма. «Между каждой картиной», — говорит он, — «должна быть пропасть»…— Россия XX век. Изобразительное искусство. Справочник. — М.: Центр СЭИ, 1995. — 304.
Помимо живописи, занимался музыкой, литературой и кинематографом.
В 1994 году участвовал в Международном фестивале камерной музыки «Фианитовая звезда» в рамках программы ЮНЕСКО, где исполнял Концерт для фортепиано соло № 2 (Комментарий для часов с боем) и импровизации. Есть его страница как композитора и пианиста с концертами для фортепиано и импровизациями и т. д. на портале современной классической музыки. Открыл свой виртуальный кинотеатр Парадоксального (рисованного) (парадокс, по словам Юрия Косаговского, в том, что «синема» от слова «движение», а движения в фильме нет) и Актёрского кино. Также делает много фильмов-эссе по Искусству и наукам.
В живописи Юрий Косаговский считал своими учителями Врубеля и Матисса, в литературе — Достоевского и Бо Цзюйи, в музыке — Рахманинова и Баха. Как теоретик-эстетик читал свои лекции по эстетике в Университете Российской Академии образования для студентов журналистов (Москва, 1998). Лекции читал по конспективному плану, а приходя домой по каждой лекции делал записи и так постепенно написал книгу.
Выложил в 2015 году в ютьюбе своё чтение глав «Дхаммапады» и других классических книг.
Стихи Юрия Косаговского публиковались в литературных журналах «Reflex», «Новый мир», «Арион», «Дети Ра».

## Работы находятся в собраниях
- Музей РГГУ «Другое искусство», Москва[9]. Музей передан[10] в Третьяковскую Галерею (6 картин)[11]
- Коллекция Георгия Костаки, Салоники, Греция[12].
- Частные коллекции в России, Германии, Франции, США, Южной Корее, Швеции, Финляндии, Грузии[13].

## Избранные персональные выставки
- 2025 — Персональная выставка в галерее «ArtMaison». 24.01-03.03[14]
- 2024 — Мемориальная выставка Юрия Косаговского в библиотеке № 209, Москва[15]
- 2016 — Выставка в (ВГБИЛ) рондических картин по Достоевскому — фильм «Достоевский проповеди искренности» — роман «Идиот» и Игрок", Куратор — Т. Феоктистова
- 2016 — Выставка в музее Ясная Поляна рондических по роману Льва Толстого «Анна Каренина» картины посвящённой памяти Екатерины Гениевой «ГЕНИЕВА ПОСОЛ МИРА ОТ РОССИИ В ЮНЕСКО И В ООН», «Сад гениев» Куратор — Т. Феоктистова (ВГБИЛ)
- 2015 — МУЗЕЙ «ЯСНАЯ ПОЛЯНА»: Международный Фестиваль выставка и выступление «Сад гениев» фильм «Счастье самое главное на Планете» Куратор — Т. Феоктистова (ВГБИЛ)
- 2015 — (ВГБИЛ) Москва — выставка «Разгадывая Лермонтова», открытие выставки и фильм «Миры Лермонтова», 6 песен на слова Лермонтова фильм- РОНДИЧЕСКИЙ ЛЕРМОНТОВ — интервью Кураторы — Т. Феоктистова (ВГБИЛ)
- 2013 — Российский Центр науки и культуры — Centro Ruso, Мадрид, выставка «Пуантилизм Кубизм Абстракционизм Рондизм», выступление и фильм «Касыда о Розе» (по стихотворению Гарсиа Лорки), две импровизации на темы зрителей. Кураторы — Т. Феоктистова (ВГБИЛ) и С. Зубкова.
- 2012 — Российский Дом науки и культуры, Берлин — выставка «Пуантилизм Кубизм Абстракционизм Рондизм» и концерт (фортепьянный дуэт совместно с джазовой пианисткой и композитором из ФРГ Катей Суриковой — импровизации на темы зрителей) с показом фильма «Возвращение», куратор — Т. Феоктистова (ВГБИЛ).
- 2012 — Галерея Matiss Klub — выставка-концерт, Санкт-Петербург.
- 2011 — «Рондизм». Выставка-концерт — ВГБИЛ, Москва.[16][17]
- 2010 — Государственный центр современного искусства, «Ночь Музеев» Москва. выставка-концерт, фильм «1-Ночь музеев * ТВ Музей Рондизма в ГЦСИ»
- 2007 — «Рондо». Русская галерея, выставка-концерт Таллин, Эстония.[18]
- 2000 — Центральный Дом архитектора, куратор — Р. Тевосян, выставка-концерт. Москва.
- 1989 — Персональная выставка. Куратор — Т. Тогузбаев, Туркмения, Ашхабад.
- 1988 — Персональная выставка-концерт. Куратор — Т. Тогузбаев, Узбекистан, Ташкент.
- 1988 — Персональная выставка и концерт. Куратор — Т. Тогузбаев, Казахстан, Алма-Ата.
- 2001 — Международный фонд Ролана Быкова, выставка-концерт с участием Камерного ансамбля Большого театра Леонида Лундстрема, Москва.
- 1997—1999 — Три выставки в Центральном доме художника, Москва.
- 1997 — Галерея «Хельман», Варшава, Польша.
- 1994 — Галерея ВГБИЛ, выставка-концерт, Москва.
- С 1980 года — постоянная смена экспозиций в Музее Рондизма, литературно-музыкальные вечера, Москва.

## Избранные групповые выставки
- 1992 — «Коллекция Талочкина». Северный Гессен, Германия.
- 1992 — «Другое искусство». Государственный Русский музей, Санкт-Петербург.
- 1991 — «Другое искусство». Государственная Третьяковская галерея, Москва.
- 1988 — «Лабиринт». Дворец молодёжи, Москва.
- 1987 — «Ретроспекция». Выставочный зал «Беляево», Москва.

## Дети
Косаговский Юрий Юрьевич (21 ноября, 1980, Москва) — художник, дизайнер, эксперт по брендингу, автор статей и лекций по графическому дизайну и брендингу. Сооснователь брендингового агентства MindRepublic.